# Gare de Herrlisheim (Bas-Rhin)
Gare de Herrlisheim vasútállomás Franciaországban, Herrlisheim településen.

## Vasútvonalak
Az állomást az alábbi vasútvonalak érintik:
- Strasbourg-Lauterbourg-vasútvonal

## Kapcsolódó állomások
A vasútállomáshoz az alábbi állomások vannak a legközelebb:
- Gare de Drusenheim
- Gare de Gambsheim